# Hyodectis
Hyodectis là một chi bướm đêm thuộc họ Gelechiidae.